# Michalczowa
Michalczowa – wieś w Polsce położona w województwie małopolskim, w powiecie nowosądeckim, w gminie Łososina Dolna.
| SIMC    | Nazwa           | Rodzaj    |
| ------- | --------------- | --------- |
| 0448019 | Biała           | część wsi |
| 0448025 | Głobieńszczówka | część wsi |
| 0448031 | Rabszczówka     | część wsi |
| 0448048 | Wierzchowina    | część wsi |

W latach 1975–1998 miejscowość administracyjnie należała do województwa nowosądeckiego.
Dzieciństwo oraz wczesną młodość spędził w Michalczowej generał broni WP Zygmunt Zieliński (1858–1925).